# Uniwersytet Technologiczny w Sydney
Uniwersytet Technologiczny w Sydney, University of Technology, Sydney (Uniwersytet Techniczny w Sydney), skrótowiec UTS – australijska uczelnia państwowa z siedzibą w Sydney.
W swej dzisiejszej formie uniwersytet powstał w roku 1988, choć jego korzenie sięgają założonej w latach 70. XIX wieku Sydney Mechanics' School of Arts, pierwszej uczelni technicznej na kontynencie australijskim. 
Instytucja kształci około 32 tysiące studentów, w tym 2/3 na studiach licencjackich, a pozostałą część na studiach magisterskich i doktoranckich. 
Symbolem uczelni w świadomości wielu mieszkańców Sydney jest gmach UTS Tower, liczący 120 metrów wysokości i będący najwyższym budynkiem o przeznaczeniu edukacyjnym w całej Australii.

## Struktura organizacyjna
Uniwersytet dzieli się na siedem wydziałów:
- Wydział Sztuk i Nauk Społecznych
- Wydział Biznesu
- Wydział Projektowania, Architektury i Budownictwa
- Wydział Inżynierii i Technologii Informacyjnych
- Wydział Prawa
- Wydział Pielęgniarstwa, Położnictwa i Zdrowia
- Wydział Nauk Ścisłych.

## Galeria

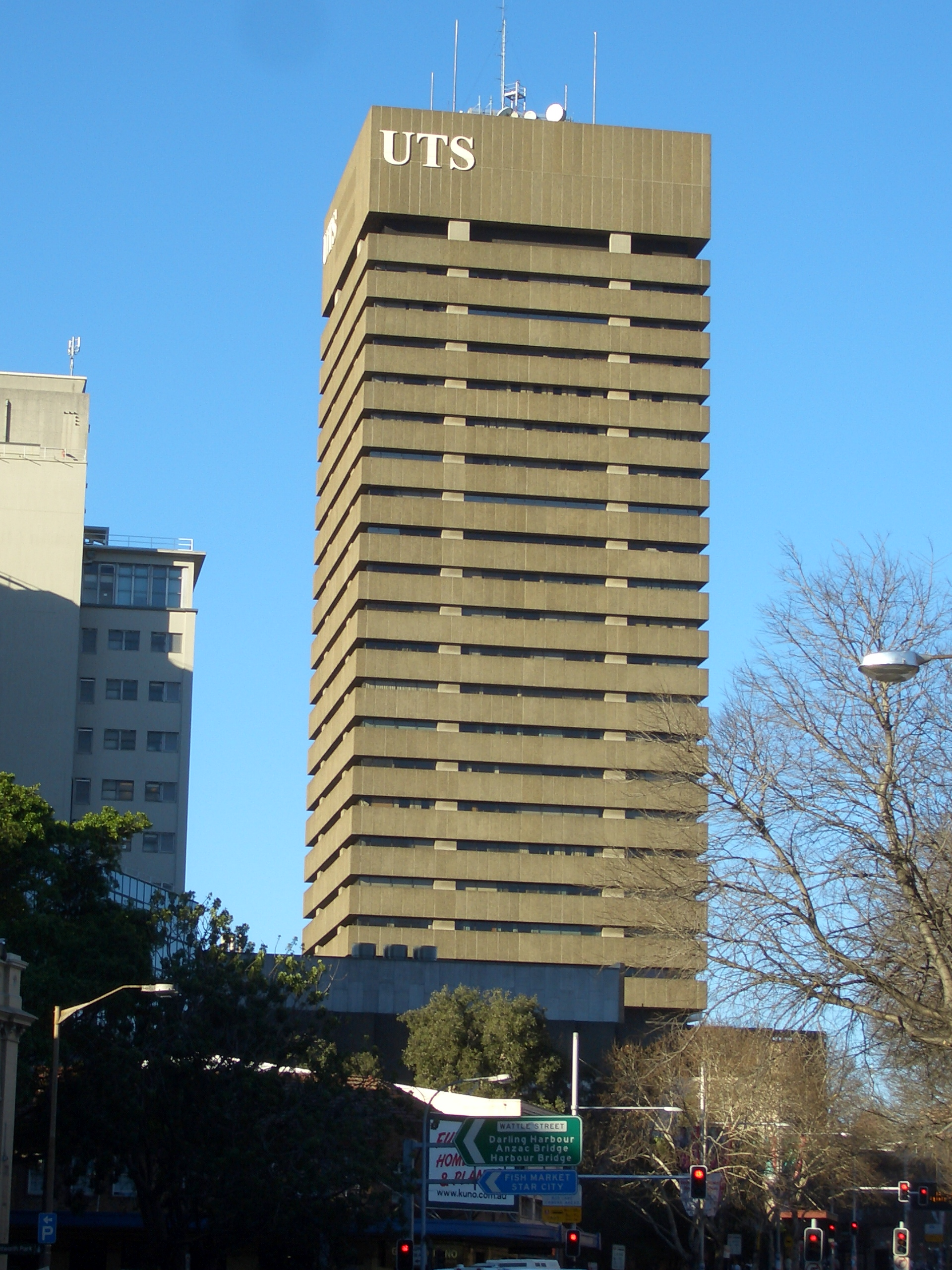
UTS Tower
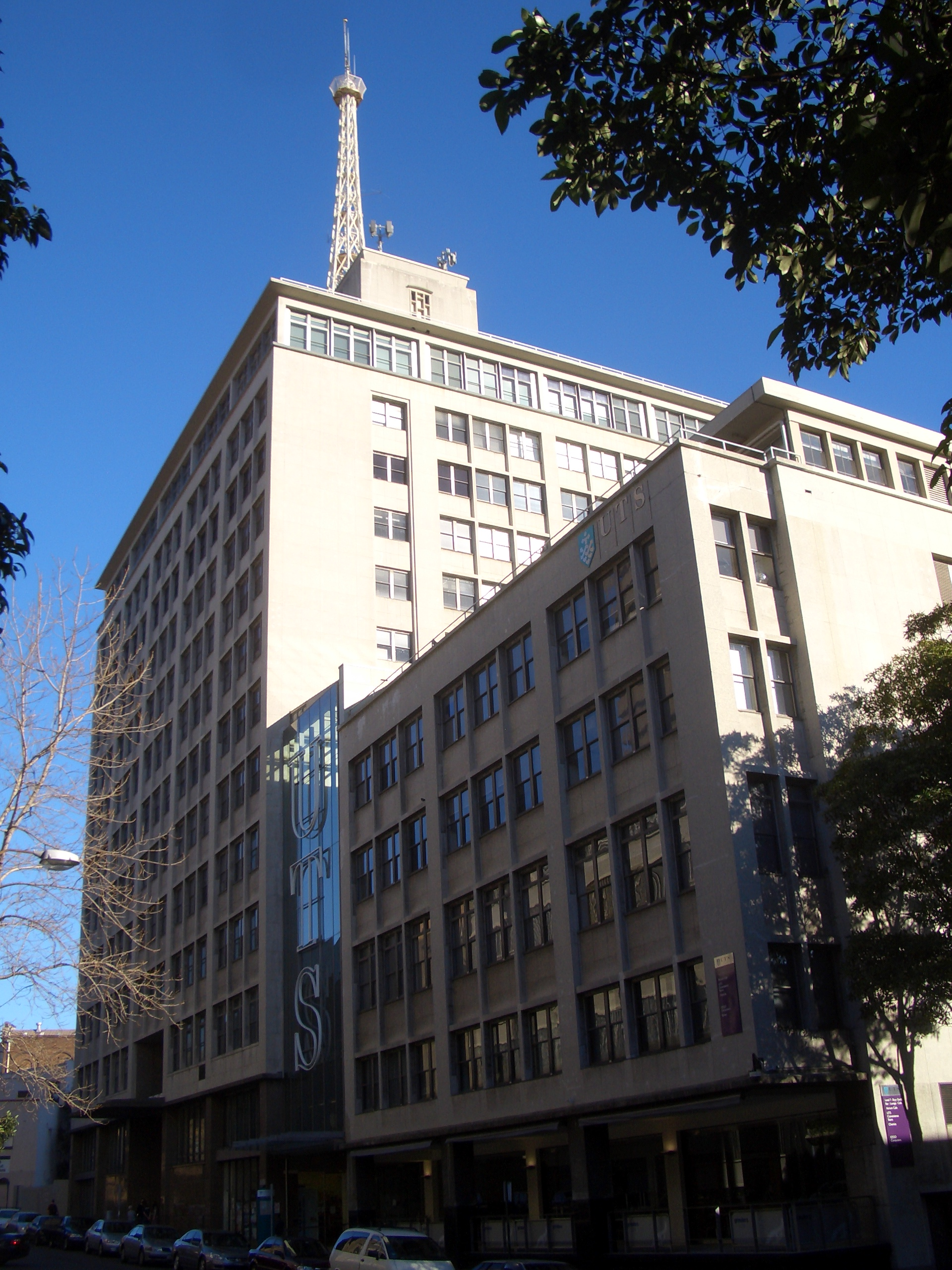
Budynek nr 10
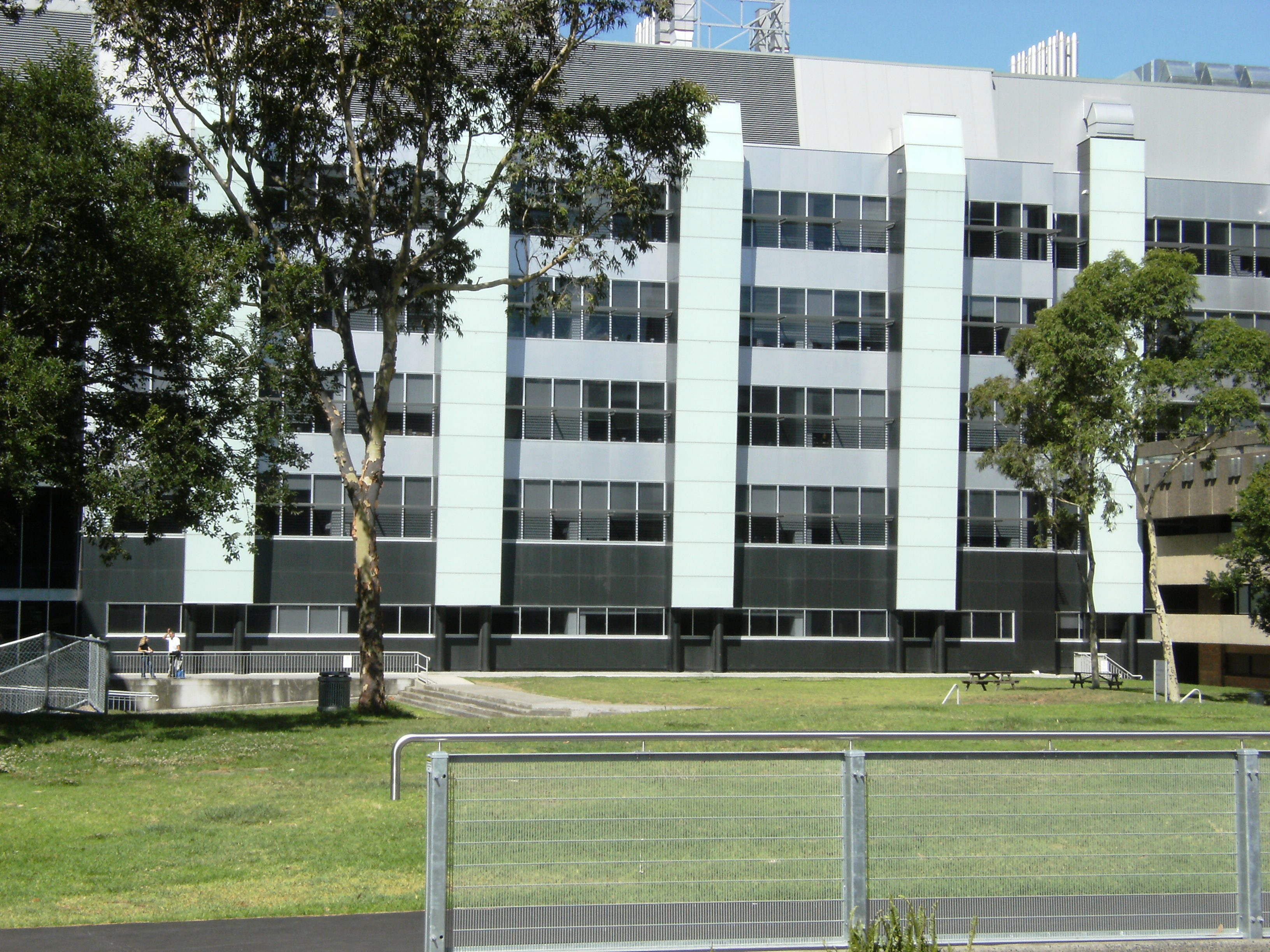
Budynek Alumni Green
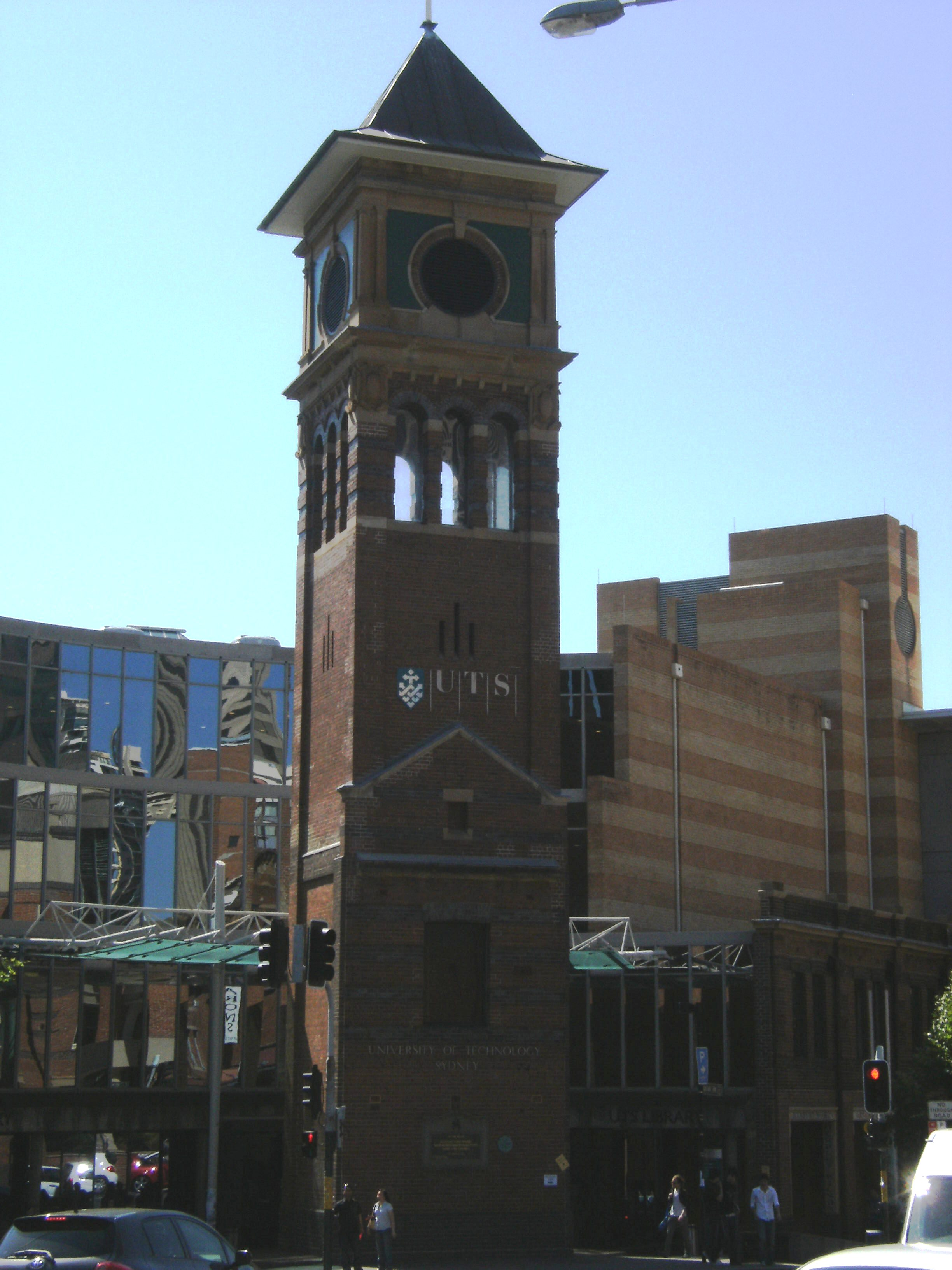
Wieża zegarowa